# Old Mutual
Old Mutual est une compagnie d'assurance basée à Londres, Grande-Bretagne.
Sa filiale d'Afrique du Sud est la 2e entreprise d'Afrique, après la compagnie pétrolière algérienne Sonatrach. Elle possède une participation de 50 % dans Nedbank.

## Activités
Assurance vie, assurance dommages, gestion d'actifs et services bancaires.

## Histoire
En novembre 2013, Old Mutual cède Skandia Poland à la compagnie d'assurances autrichienne Vienna Insurance Group.
En mars 2016, Old Mutual annonce sa scission prochainement en 4 entités : Old Mutual Emerging Markets, Old Mutual Wealth, Nedbank et OM Asset Management.
En mars 2018, Old Mutual, qui finalise sa scission, annonce la vente de Old Mutual Colombia, de Old Mutual Mexico et d'Aiva au fonds d'investissement singapourien pour environ 300 millions de dollars.

## Principaux actionnaires
Au 5 avril 2020.
| BlackRock Fund Advisors        | 1,91% |
| Prudential Investment Managers | 1,41% |
| Old Mutual Investment Group    | 1,41% |
| Allan Gray                     | 1,03% |
| Dimensional Fund Advisors      | 0,85% |
| Satrix Managers                | 0,67% |
| Sanlam Investment Management   | 0,67% |
| Vunani Fund Managers           | 0,55% |
| Fonds de pension du Canada     | 0,54% |
| JPMorgan Asset Management.     | 0,52% |